# Take Me to Your Future
Albums de Hawkwind
Take Me to Your Leader
(2005) Knights of Space
(2008)
Take Me to Your Future est un album du groupe de space rock britannique Hawkwind sorti en 2006. C'est un Dualdisc composé pour moitié de nouveaux titres audio et pour moitié de vidéos d'archives.

## Fiche technique

### Chansons
| 1. | Uncle Sam's on Mars (nouvelle version) | Robert Calvert, Dave Brock, Simon House, Simon King (en) | 8:18 |
| 2. | Small Boy (The Swing)                  | Robert Calvert, Dave Brock                               | 3:16 |
| 3. | The Reality of Poverty                 | Richard Morley, Dave Brock                               | 9:08 |
| 4. | Ode to a Time Flower                   | Robert Calvert, Dave Brock                               | 4:05 |
| 5. | Silver Machine (remix)                 | Robert Calvert, Dave Brock                               | 6:58 |

| 1. | Images (du DVD Space Bandits)                                 | Dave Brock, Alan Davey, Bridget Wishart (en) | 5:58 |
| 2. | Utopia (du DVD Australia 2000)                                | Dave Brock, Michael Moorcock                 | 9:38 |
| 3. | Assassins of Allah (du DVD Winter Solstice 2005)              | Robert Calvert, Dave Brock, Paul Rudolph     | 8:39 |
| 4. | The Golden Void (du DVD Treworgey Tree Fayre 1989)            | Dave Brock                                   | 7:28 |
| 5. | Steppenwolf (répétitions, 1996)                               | Robert Calvert, Dave Brock                   | 7:39 |
| 6. | Paradox (fête de lancement de l'album Take Me to Your Leader) | Dave Brock                                   | 5:59 |
| 7. | Don't Be Donkish (Hawkfest 2002 et 2003)                      | Dave Brock                                   | 3:12 |

### Musiciens
- Dave Brock : guitare, claviers, chant
- Alan Davey : basse, synthétiseurs, chant
- Richard Chadwick : batterie, percussions, chant
- Jason Stuart : claviers sur Uncle Sam's on Mars, Small Boy (The Swing)
- Robert Calvert : chant sur Small Boy (The Swing) et Ode to a Time Flower
- Arthur Brown : chant sur The Reality of Poverty
- Simon House : violon sur The Reality of Poverty
- Lemmy : chant sur Silver Machine